# La misma gran señora
La misma gran señora es un álbum recopilatorio de la cantante Jenni Rivera. Rivera publicó el álbum en México en noviembre de 2012, un mes antes de su muerte. Dos días después de su desaparición y fallecimiento, Fonovisa Records publicó el álbum en Estados Unidos. Se puso a la venta en iTunes el 11 de diciembre de 2012.
El trabajo incluye algunos de los éxitos de su carrera, así como dos temas inéditos, siendo uno de ellos el que le da nombre al álbum. Está disponible en dos ediciones, la estándar y la edición Deluxe, que incluye un DVD con videoclips de la artista.

## Lista de canciones
| Edición estándar |                                   |                                   |          |  |
| N.º              | Título                            | Escritor(es)                      | Duración |  |
| 1.               | «La Misma Gran Señora»            | Homero Aguilar Cabrera            | 2:59     |  |
| 2.               | «Resulta»                         | Juan Gabriel                      | 3:43     |  |
| 3.               | «La Gran Señora»                  | Jenni Rivera                      | 4:12     |  |
| 4.               | «Ya Lo Sé»                        | Pepe Garza                        | 3:24     |  |
| 5.               | «¿Por Qué No Le Calas?»           | Agustín Cejudo Moreno             | 3:25     |  |
| 6.               | «Hermano Amigo»                   | María Felicitas Rojero de Gurrola | 3:48     |  |
| 7.               | «Trono Caído»                     | José Manuel Figueroa              | 2:37     |  |
| 8.               | «Besos y Copas»                   | Víctor Cordero                    | 3:36     |  |
| 9.               | «Por Un Amor, Cucurrucucú Paloma» | Gilberto Parra, Tomás Méndez Sosa | 3:39     |  |
| 10.              | «¿Qué Me Vas a Dar?»              | Alfonso García                    | 3:10     |  |
| 11.              | «No Vas a Creer»                  | Vicente Fernández                 | 2:54     |  |
| 12.              | «No Me Pregunten Por Él»          | Carlos Peña                       | 3:35     |  |
| 13.              | «Ovarios»                         | Jenni Rivera                      | 2:55     |  |

| DVD - Edición Deluxe |                             |                           |          |  |
| N.º                  | Título                      | Escritor(es)              | Duración |  |
| 1.                   | «Basta Ya »                 | Solís                     | 4:16     |  |
| 2.                   | «Culpable o Inocente»       | Camilo Sesto              | 3:32     |  |
| 3.                   | «La Gran Señora (live)»     | Rivera                    | 4:04     |  |
| 4.                   | «De Contrabando»            | Joan Sebastian            | 3:00     |  |
| 5.                   | «¿Por Qué No Le Calas?»     | Agustín Cejudo Moreno     | 3:36     |  |
| 6.                   | «Ya Lo Sé (Live)»           | Pepe Garza                | 3:21     |  |
| 7.                   | «Mírame»                    | Bruno Danza               | 3:48     |  |
| 8.                   | «Amiga Si Lo Ves»           | Yaredt León               | 4:25     |  |
| 9.                   | «Ahora Que Estuviste Lejos» | Demetro Vite Hernández    | 3:36     |  |
| 10.                  | «Tu Camisa Puesta (Live)»   | Jenni Rivera Rivera, León | 2:59     |  |

## Curiosidades
- La noche de su último concierto en Monterrey, Jenni recibió la certificación disco de oro por las altas ventas de "La Misma Gran Señora".
- El disco tiene un aspecto/arte de luto, como si se presagiara su muerte

## Listas musicales
| Lista (2012)                                         | Mejor posición |
| ---------------------------------------------------- | -------------- |
| México (AMPROFON)                                    | 1              |
| Estados Unidos (Billboard 200)                       | 38             |
| Estados Unidos (Billboard - Top Latin Albums)        | 1              |
| Estados Unidos (Billboard - Álbum Regional Mexicano) | 1              |

### Certificación
| País           | Proveedor | Certificación | Ventas    |
| -------------- | --------- | ------------- | --------- |
| México         | AMPROFON  | 11x +         | 1 150 000 |
| Estados Unidos | RIAA      | 18x           | 1 900 000 |